# Rallye Kanada 1978
Die 6. Rallye Kanada (auch Critérium du Québec genannt) war der 7. Lauf zur Rallye-Weltmeisterschaft 1978. Sie fand vom 13. bis zum 17. September in der Region von Montreal statt.

## Bericht
Im Nordosten von Montreal wurde die Rallye Kanada ausgetragen. Auf vorwiegend Schotterstraßen wurden insgesamt 533,7 Wertungskilometer absolviert. Erneut gab es einen Doppelsieg für Fiat, wie schon in Finnland und Griechenland und es war bereits der vierte Sieg in der laufenden Saison. Walter Röhrl gewann den dritten Weltmeisterschaftslauf in seiner Karriere vor Markku Alén.

## Klassifikationen

### Endergebnis
| Rang | Fahrer            | Co-Pilot              | Auto                 | Zeit (Std./Min./Sek.) | Rückstand Sieger (Std./Min./Sek.) Rückstand V (Min./Sek.) |
| ---- | ----------------- | --------------------- | -------------------- | --------------------- | --------------------------------------------------------- |
| 1    | Walter Röhrl      | Christian Geistdörfer | Fiat 131 Abarth      | 4:54:23               | 0:00:00 00:00                                             |
| 2    | Markku Alén       | Ilkka Kivimäki        | Fiat 131 Abarth      | 5:02:56               | 0:08:33 08:33                                             |
| 3    | Anders Kulläng    | Bruno Berglund        | Opel Kadett GT/E     | 5:12:46               | 0:18:23 09:50                                             |
| 4    | Taisto Heinonen   | John Bellefleur       | Toyota Celica 2000GT | 5:34:07               | 0:39:44 21:21                                             |
| 5    | Jean-Paul Pérusse | Louis Belanger        | Triumph TR7          | 5:36:56               | 0:42:33 02:49                                             |
| 6    | Carlos Torres     | Pedro de Almeida      | Ford Escort RS2000   | 5:58:20               | 1:03:57 21:24                                             |
| 7    | Man Bergsteijn    | Dirk Buwalda          | Opel Kadett GT/E     | 6:15:37               | 1:21:14 17:17                                             |
| 8    | Hendrik Blok      | Gene Hammond          | Saab 99 EMS          | 6:24:26               | 1:30:03 08:49                                             |
| 9    | Gordon McCallum   | Linda McCallum        | Volkswagen Rabbit    | 6:25:24               | 1:31:01 00:58                                             |
| 10   | Walter Boyce      | Robin Edwardes        | Saab 99 EMS          | 6:29:15               | 1:34:52 03:51                                             |

Insgesamt wurden 24 von 58 gemeldeten Fahrzeuge klassiert:

### Herstellerwertung
| Pos. | Team    | Punkte |
| ---- | ------- | ------ |
| 1    | Fiat    | 100    |
| 2    | Opel    | 74     |
| 3    | Ford    | 69     |
| 4    | Porsche | 53     |
| 5    | Toyota  | 48     |

Die Fahrer-Weltmeisterschaft wurde erst ab 1979 ausgeschrieben.